# George Gray (Politiker)

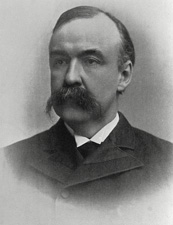
George Gray

George Gray (* 4. Mai 1840 in New Castle, Delaware; † 7. August 1925 in Wilmington, Delaware) war ein US-amerikanischer Jurist und Politiker (Demokratische Partei), der den Bundesstaat Delaware im US-Senat vertrat.
George Gray besuchte die öffentlichen Schulen und dann die Princeton University, wo er 1859 seinen Abschluss machte. Nachdem er bei seinem Vater Andrew C. Gray die Rechtswissenschaften studiert hatte, setzte er seine Ausbildung an der Harvard Law School fort, wurde 1863 in die Anwaltskammer aufgenommen und begann in New Castle zu praktizieren.
Von 1879 bis 1885 fungierte Gray als Attorney General des Staates Delaware. Er legte diesen Posten nieder, als er von der Demokratischen Partei als Nachfolger des zurückgetretenen Thomas F. Bayard im US-Senat nominiert wurde. Er entschied die Nachwahl für sich und zog am 18. März 1885 in den Kongress ein, wo er nach mehrfacher Wiederwahl bis zum 3. März 1899 verblieb. Während dieser Zeit war er Vorsitzender mehrerer Ausschüsse. Überdies gehörte  er 1898 einer Friedenskommission an, deren Ziel es war, den Spanisch-Amerikanischen Krieg zu beenden.
Nachdem Gray seine Wiederwahl in den Senat verfehlt hatte, berief ihn US-Präsident William McKinley zum Richter am United States Court of Appeals für den dritten Gerichtskreis. Nach seiner Bestätigung durch den Senat trat er sein Amt am 18. Dezember 1899 an. Er verblieb am Bundesberufungsgericht bis zum 1. Juni 1914, als er in den Ruhestand ging. In dieser Zeit war er überdies Vorsitzender einer Kommission zur Untersuchung des Minenarbeiterstreiks in Pennsylvania im Jahr 1902, an dessen Beilegung er maßgeblichen Anteil hatte. Überdies gehörte er dem Leitungsgremium der Smithsonian Institution zwischen 1890 und 1925 an; ferner war er Vizepräsident der Carnegie-Stiftung für den internationalen Frieden.
Präsident McKinley ernannte Gray außerdem im Jahr 1900 zum Vertreter der USA beim ständigen Schiedshof in Den Haag; dessen Nachfolger Theodore Roosevelt, William Howard Taft und Woodrow Wilson bestätigten ihn jeweils in diesem Amt. Er gehörte außerdem zahlreichen Kommissionen zur Schlichtung internationaler Streitfälle an. 1908 bewarb er sich um die Nominierung seiner Partei als Präsidentschaftskandidat, war aber bei der Democratic National Convention chancenlos gegen William Jennings Bryan.